# Замок Монастирища
Замок у Монастирищі (тепер Монастириська — районний центр, Тернопільська область) — зникла оборонно-житлова споруда XVII століття. Збудований бл. 1600 року. У жовтні 1629 року відділом коронного війська, яким командував воєвода руський Станіслав Любомирський, біля замку було розбито орду кримських татар, які з великою здобиччю поверталися з-під Бурштина. Був фортифікований (час невідомий). Не допоміг рятувати місто від кількаразових нападів татар. Пізніше, після переходу міста у власність Потоцьких у 1630 році, за їх сприяння був перебудований на палац.